# Aldeasoña
Aldeasoña – gmina w Hiszpanii, w prowincji Segowia, w Kastylii i León, o powierzchni 18,62 km². W 2011 roku gmina liczyła 67 mieszkańców.